# オードナンス BL 15ポンド砲
オードナンス BL 15ポンド砲（Ordnance BL 15 pounder、または15 pounder 7 cwt）は第二次ボーア戦争中のイギリス陸軍の野砲で、一部は第一次世界大戦の主要でない戦域で限定的に使用された。

## 歴史
BL 15ポンド砲は、1883年から配備されていたオードナンス BL 12ポンド 7cwt砲の改良版である。近代的な無煙火薬であるコルダイトを装薬として使用することにより、12ポンド砲で15ポンドまでの砲弾を使用することが可能であることが確認された。このため、14ポンド砲弾が採用され、砲の名称もBL 15ポンド砲に変更された。
Mk I 砲車：ドラッグ・シュー（制動ソリ）により砲車の後座を抑制した。ドラッグ・シューは車輪の下に置かれ、チェーンとケーブルでハブおよび砲尾につながれていた。
Mk II 砲車：Mk I と同じドラッグ・シューに加え水圧緩衝器を採用した。後座距離は短くなったが、成功とは言えなかった。
Mk III 砲車：1899年に、初歩的な複座装置が追加された。砲尾シリンダー内のバネとスチール・ワイヤで繋がった「駐鋤（spade）」を車軸の下方に埋めておき、発砲により砲車が後座しても、バネの力を利用して元の位置に戻すことができた。Mk I 砲車とMk II 砲車にもこの装置が追加され、それぞれMk I* 砲車とMk II* 砲車と呼ばれた。Mk II* 砲車には緩衝器が残された。
発砲の度に砲全体が後退するものの、バネが元の位置に戻してくれるため、複座装置を持たない旧来の大砲に比べると発射速度は向上した。HoggとThurstonは皮肉をこめて「複座装置が良好であったため、発砲の際に砲は1フィート後退し、その後2フィート前方にジャンプした」と述べている。
その後もいくつかのバージョンの砲車が製造されたが、いずれのこの複座装置を持っていた。緩衝器は採用されなかった。
1904年からBL 15ポンド砲はより近代的なオードナンス QF 18ポンド砲で置き換えられた。残っていたBL 15ポンド砲は、駐退機を追加してオードナンス BLC 15ポンド砲に改造され、国防義勇部隊に配備された。

## 戦争
通常、オードナンス BL 15ポンド砲は、6頭の馬（3頭 x 2列）で牽引された。

### 第二次ボーア戦争

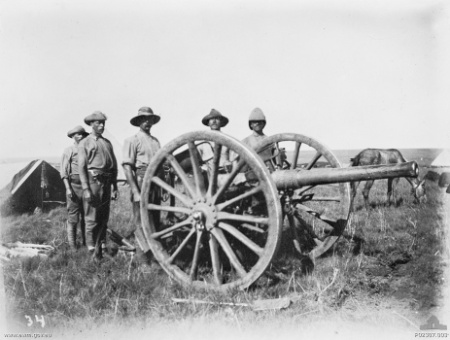
第二次ボーア戦争時のオーストラリア兵とBL 15ポンド砲、1901年

1899年–1902年の第二次ボーア戦争では349門のBL 15ポンド方が投入され、166,548発を発射したが、これはイギリス軍全体の233,714発の70%強に相当した。
砲自体の最大射程は概ね5800-5900ヤードあったが、1899年当時使用されていたNo.56信管は時限調定が13秒までであったため、時限信管を用いる榴散弾での最長発火距離は4100ヤードであった。このため、敵兵を4200ヤード内に引きつけて射撃を行う必要があった。触発信管としても使用することはできたが、榴散弾が触発信管と組み合わせて使用されることは殆ど無かった。戦争終盤にNo.57「青」信管が導入され、発火距離5700-5800ヤードに時限調定できるようになった
。

### 第一次世界大戦

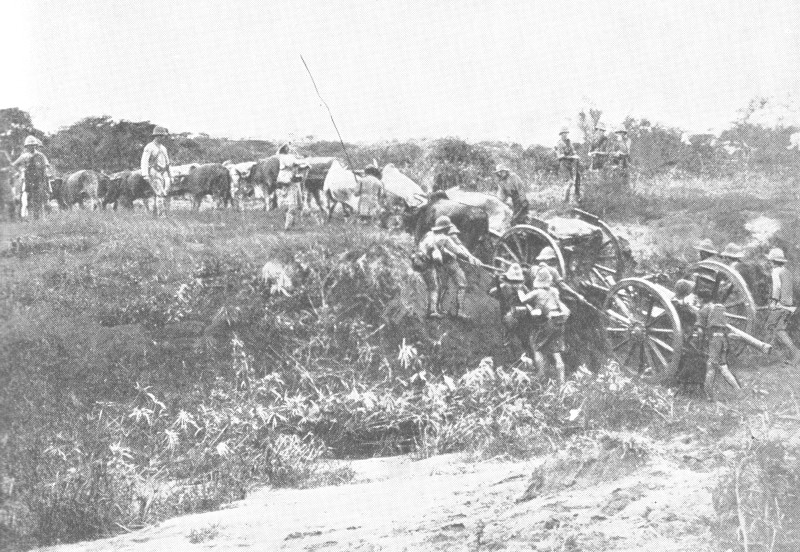
雄牛に索引される第7野戦砲兵隊のBL 15ポンド砲。ドイツ領東アフリカ

第7野戦砲兵隊に4門のBL 15ポンド砲が配備され、馬ではなく雄牛が索引したため、「雄牛砲兵隊（Oxo Battery）」として知られた。ドイツ領東アフリカでの戦闘に参加し、モーリタニアと南アフリカの兵士がドイツ軍と戦った。

## 砲弾
|                                           |                                |              |           |                    |
| 153⁄4オンスのコルダイト薬嚢、1900年代初頭 | No.56信管 第二次ボーア戦争当時 | Mk VI 榴散弾 | Mk V 散弾 | Mk IV 点火チューブ |

## 現存砲
- HM Royal Armouries Fort Nelson, Fareham, Hampshire, England

## 参考資料
- Dale Clarke, British Artillery 1914–1919. Field Army Artillery. Osprey Publishing, Oxford UK, 2004 ISBN 978-1-84176-688-1
- General Sir Martin Farndale, History of the Royal Regiment of Artillery : Forgotten Fronts and the Home Base 1914-18. London: Royal Artillery Institution, 1988. ISBN 978-1-870114-05-9
- Major Darrell D. Hall, "Guns in South Africa 1899–1902" in The South African Military History Society. Military History Journal - Vol 2 No 1, June 1971
- Major Darrell D. Hall, "Field Artillery of the British Army 1860–1960. Part I, 1860–1900" in The South African Military History Society. Military History Journal - Vol 2 No 4, December 1972 (web page is incorrectly titled 1900–1914)
- Major Darrell D. Hall, "Field Artillery of the British Army 1860–1960. Part II, 1900–1914" in The South African Military History Society. Military History Journal - Vol 2 No 5, June 1973
- Major Darrell D. Hall, "AMMUNITION: 15-PR 7 cwt BL". in The South African Military History Society Military History Journal - Vol 3 No 4, December 1975
- I.V.Hogg & L.F. Thurston, British Artillery Weapons & Ammunition 1914–1918. London: Ian Allan, 1972. ISBN 978-0-7110-0381-1